# Pygmodeon involutum
Pygmodeon involutum är en skalbaggsart som först beskrevs av Bates 1870.  Pygmodeon involutum ingår i släktet Pygmodeon och familjen långhorningar.
Artens utbredningsområde är:
- Guyana.
- Surinam.

Inga underarter finns listade i Catalogue of Life.